# فورد ماستنگ (نسل سوم)

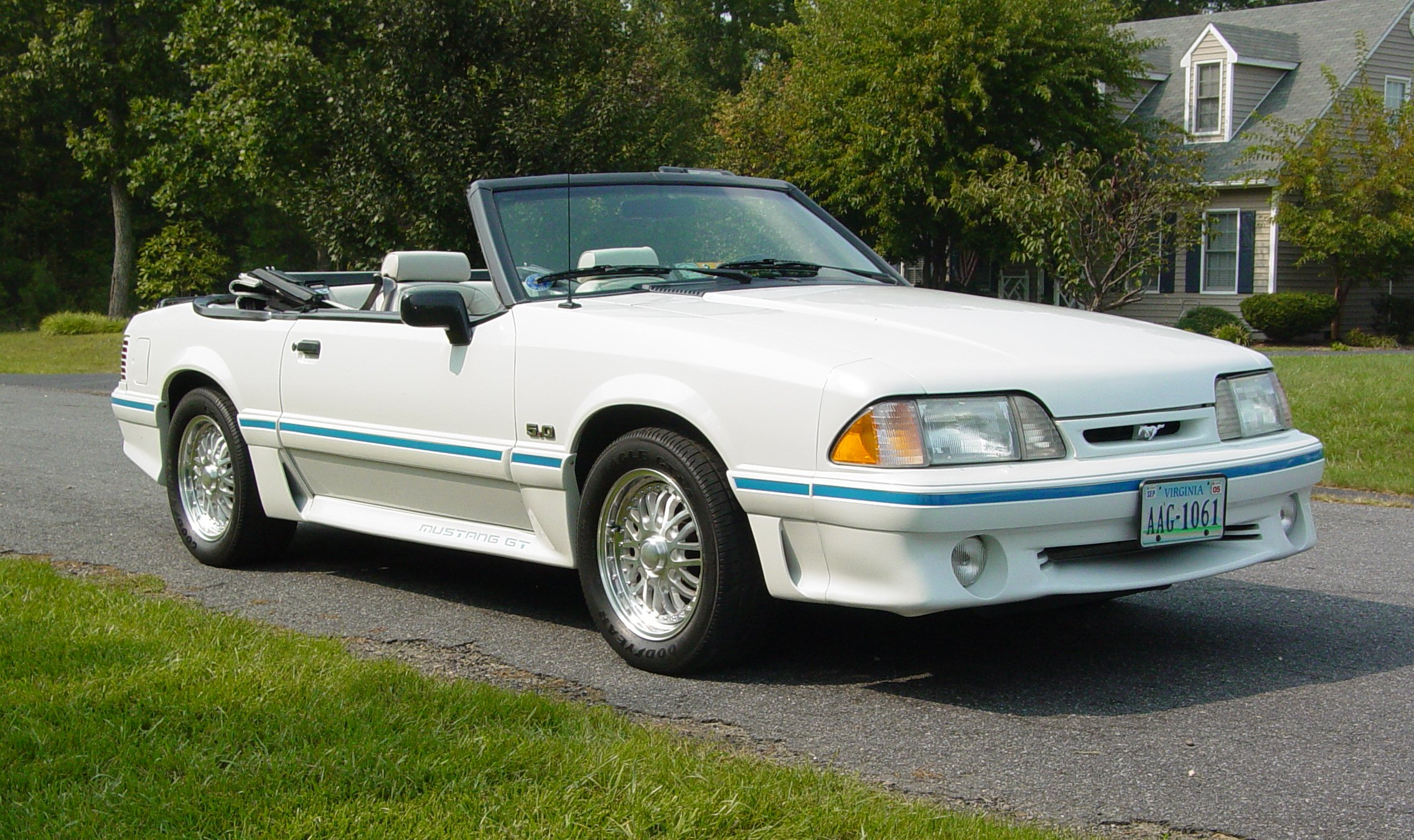

فورد موستانگ (نسل سوم) (Ford Mustang (third generation)) خودرویی است که در سال‌های ۱۹۷۹ تا ۱۹۹۳در سان‌خوزه، کالیفرنیا، کاراکاس و ونزوئلا تولید شده‌است.
طراحی آن خودروهای موتور جلو-محور عقب بوده‌است.